# Commission scolaire de la Vallée-des-Tisserands
 (septembre 2020).
Pour les raisons suivantes :
- Les commissions scolaires québécoises étaient une forme de gouvernement local composé de commissaires élus et disposant de pouvoirs de taxation. Leur admissibilité dans Wikipédia est bien établie.
- Par contre, les centres de service scolaires sont plutôt des centres administratifs relevant du ministère de l'Éducation. Leur mode de gestion et leurs pouvoirs sont différents de ceux des commissions scolaires. Leur admissibilité selon les critères de Wikipédia n'a pas encore été démontrée.
- Vu leur nature différente, les éventuels articles sur les centres de services scolaires devraient être distincts de ceux des commissions scolaires, et non des renommages de ceux-ci.
- Les contributeurs sont invités à discuter de ce sujet sur Discussion Projet:Québec.

 (août 2015).
La commission scolaire de la Vallée-des-Tisserands est une ancienne commission scolaire québécoise abolie le 15 juin 2020 au profit d'un centre de services scolaire,. Durant son existence, la commission dessert les MRC de Beauharnois-Salaberry et Le Haut-Saint-Laurent, dans la région de la Vallée-du-Haut-Saint-Laurent en Montérégie au Québec (Canada).
Instituée le 1er juillet 1998 par le décret québécois 1014-97, la commission scolaire est alors formée de trois commissions scolaires, soit la Commission scolaire de Huntingdon, la Commission scolaire des Moissons et la Commission scolaire de Valleyfield. 